# حتی دختران گاوچران هم نغمه‌های بلوز را می‌فهمند (فیلم)
حتی دختران گاوچران هم نغمه‌های بلوز را می‌فهمند (به انگلیسی: Even Cowgirls Get the Blues) فیلمی محصول سال ۱۹۹۳ و به کارگردانی گاس ون سنت است. در این فیلم بازیگرانی همچون اوما تورمن، لورین براکو، انجی دیکینسون، پت موریتا، کیانو ریوز، جان هرت، رین فینیکس، روزان بار، اد بیگلی. جی آر، کریسپین گلاور، باک هنری، کارول کین، شان یانگ، گریس زابریسکی، کن کیسی، هدر گراهام، اودو کی‌یر، لین شی و ادوارد جیمز آلموس ایفای نقش کرده‌اند.

## بازخورد
فیلم چه از لحاظ تجاری و چه از دید منتقدان شکست خورد. انتشار گسترده فیلم در ۲۰ مه ۱۹۹۴ آغاز گشت و با وجود بودجه تخمینی ۸٫۵ میلیون دلاری تنها ۱٬۷۰۸٬۸۷۳ دلار در باکس آفیس فروش داشت.